# Kirche Groß Varchow

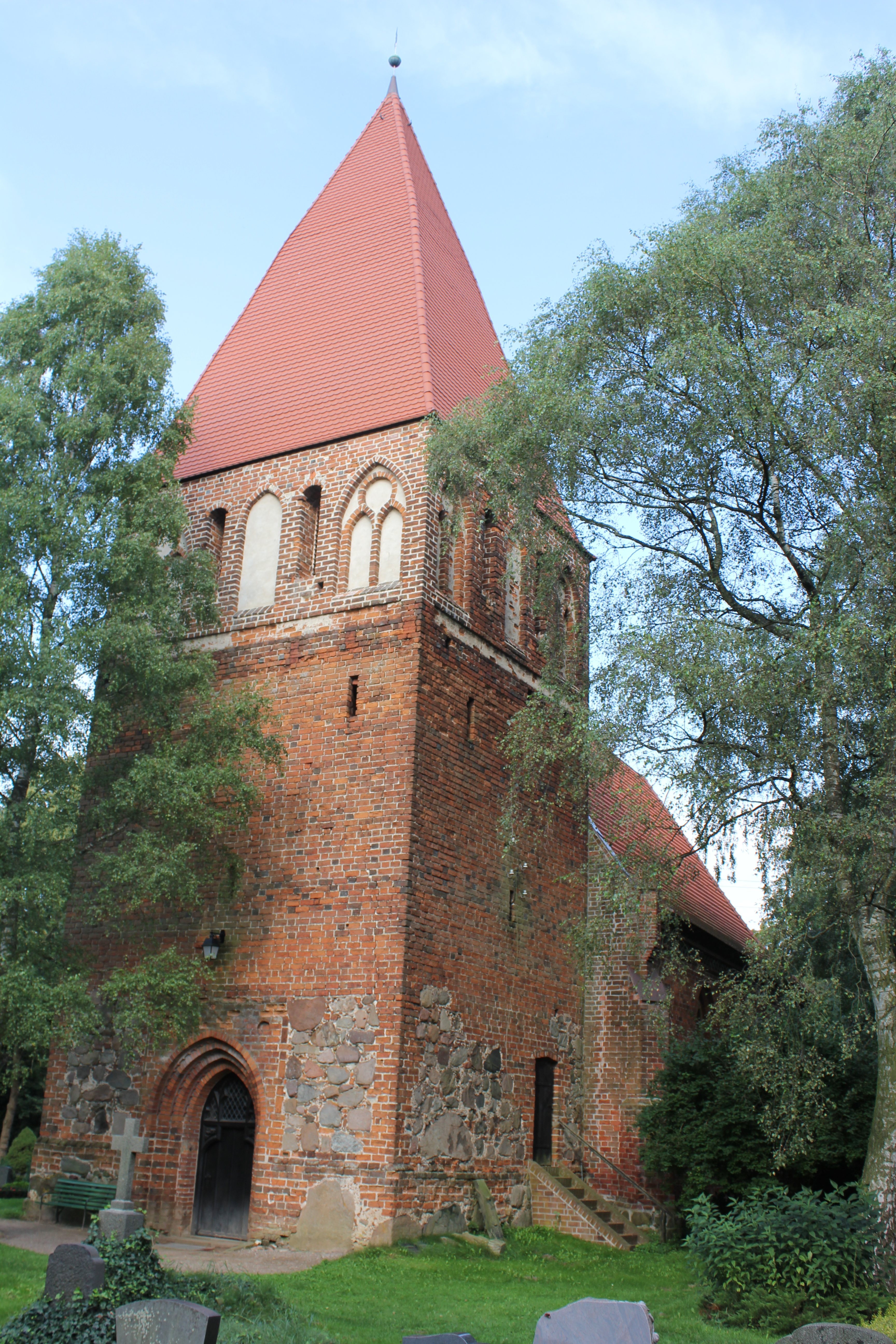
Die Dorfkirche Groß Varchow

Die Kirche Groß Varchow im Ortsteil Groß Varchow der Gemeinde Möllenhagen im Landkreis Mecklenburgische Seenplatte ist ein frühgotischer rechteckiger Backsteinbau aus dem Jahr 1326.

## Geschichte
Im Jahr 1170 gehörte Groß Varchow zum Kloster Broda. Um 1276 entstand der erste Kirchenbau. 1326 wurde durch Bischof Johann von Schwerin die neu gegründete Kirche zu Lehsten als Filia zur Kirche in Varchow gelegt. Durch weitere Umbauten im Jahr 1825 erhielt die Kirche ihr jetziges Aussehen. Weitere Instandsetzungsarbeiten erfolgten 1860. Aus dieser Zeit stammt auch die einheitliche neugotische Innenausstattung.
Nach jahrzehntelangem Verfall begann im neuen Jahrtausend eine umfassende Sanierung. Bereits 2004 konnten das innere, hinter einer Backsteinaußenwand stehende Turmfachwerk und der Turmhelm instand gesetzt werden. Dabei wurde auch der aus den 1970er Jahren stammende, stählerne, die historische Konstruktion störende und auch statisch belastende Glockenstuhl wieder ausgebaut und der viel ältere hölzerne wieder instand gesetzt.
Im September 2007 wurde der Kirchturm für über 130.000 Euro restauriert. Weitere Maßnahmen folgten mit der Instandsetzung der Dachkonstruktion des Langhauses 2007 und des Chordachwerks samt Erneuerung der Dachdeckung mit Biberschwanzziegeln 2009.
Am 11. Januar 2008 erfolgte die Turmweihe. Eine neue Turmkugel wurde mit den Bauunterlagen, mit Kleingeld und einem Flyer, der von der Sammelaktion berichtet, gefüllt. Am 12. Juli 2009 wurde die Glocke feierlich in einem Umzug von Lehsten zur Kirche nach Groß Varchow gebracht. Anschließend schlug Frau Pastorin Finkenstein einmal die Glocke an und weihte sie.

## Außenansicht
Die Kirche ist ein rechteckiger Backsteinbau mit achteckigem Chorschluss aus dem Jahr 1326.
Der mächtige Westturm mit einem hohen pyramidenartigen Walmdach stammt ebenfalls aus dem Mittelalter. Seine Backsteinformate von 300 mm Länge, 160 mm Breite und 100 mm Höhe sind von ungewöhnlicher Größe und als Klosterformatsteine eher bei spätromanischen Kirchen des 13. Jahrhunderts zu finden. Mit Feldsteinen im Sockelgeschoss, befinden sich spitzbogige Backsteinblenden und Schallöffnungen mit rundem Abschluss im Obergeschoss. Das Langhaus hat Stützpfeiler und weist an den Traufseiten einen Fries auf.
Die zweiteiligen Fenster sind spitzbogig geschlossen und haben scharfkantig gestuftes Gewände. Mit dem Westportal und der Nordsakristei wurden sie während der Restaurierung 1860 stark verändert.
Die rekonstruierte Turmspitze aus dem Jahr 1741 wurde aufgesetzt. Die Turmspitze der Kirche Groß Varchow trägt wieder einen senkrecht stehenden Ziegenbock.

## Innenansicht

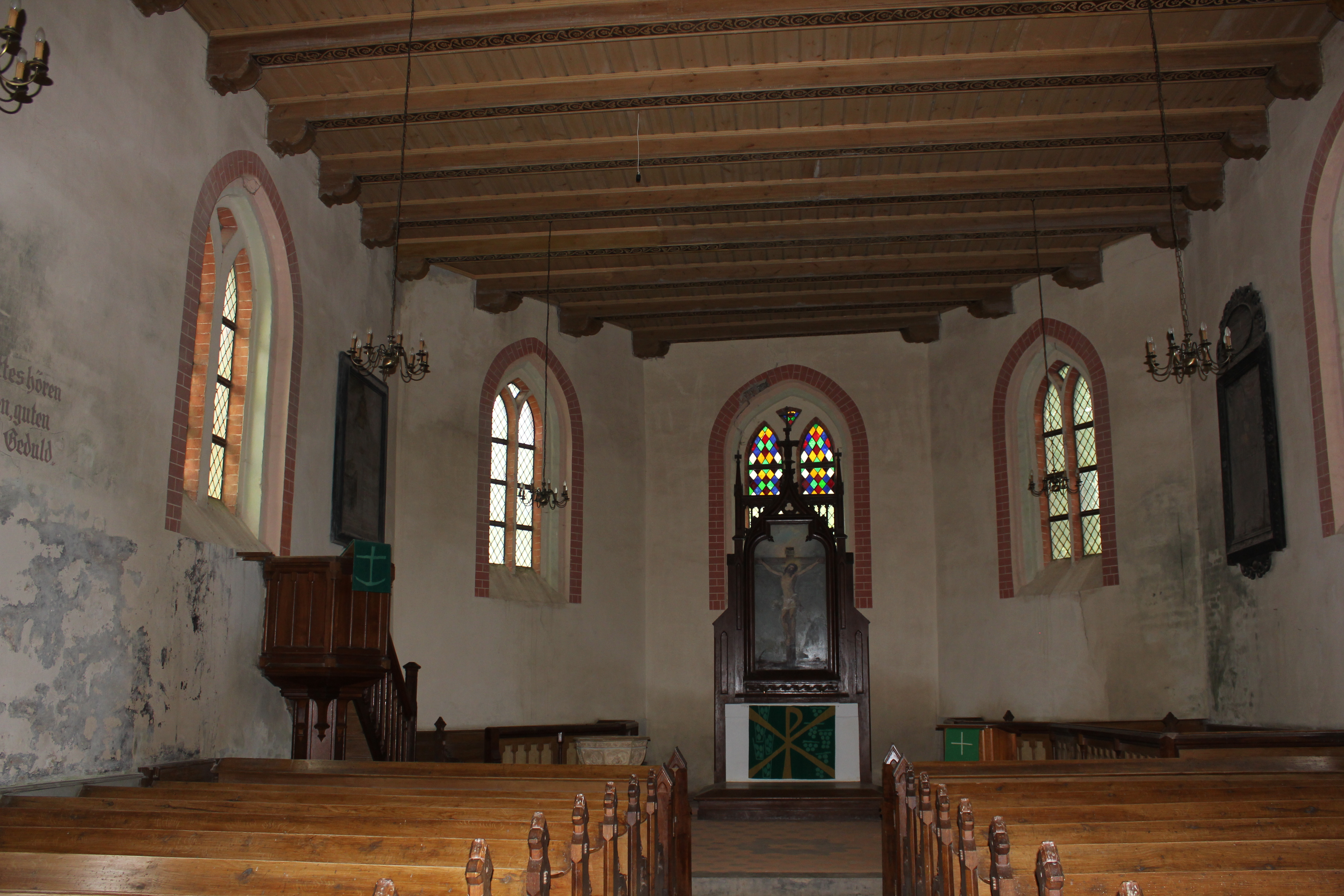
Innenansicht

Den Innenraum überspannt eine flache Holzbalkendecke. Die einheitliche schlichte neugotische Ausstattung stammt aus der Zeit des Kirchenumbaus im Jahr 1860. Das Innere des Turms erhielt eine gewölbte Zwischendecke und diente als Raum für die Taufen.

## Ausstattung
Zwei Glocken:
- Die alte Glocke ist von 1568.[4] Die neue Glocke wurde von der Glockengießerei Bachert in Karlsruhe gegossen und am 12. Juli 2009 geweiht. Die Glocken wurden während der Turmrestaurierung entnommen. Zwei Stahlglocken aus dem Jahr 1959 wurden danach nicht mehr eingehängt und befinden sich im Turm. Ihr Läuten hatte den Turm durch die erhöhten Schwingungen, resultierend aus der hohen Masse, in Mitleidenschaft gezogen. Die Glocke aus dem Jahr 1568 wurde restauriert und wieder eingehängt. Sie trägt den Glockenspruch: „Der Mensch lebt nicht vom Brot allein.“ Auf der Rückseite steht: „Ev. Kirche Groß Varchow“; als Zeichen ist ein Jerusalem-Kreuz vorhanden.
- Gestühl, Altar, Patronatslogen von 1825.
- Sauer-Orgel aus dem Jahr 1861 mit 11 Registern auf zwei Manualen und Pedal, nicht spielbar.[5]
- Zwei Pastorenbilder: Auf der Südseite Nikolaus Breddin († 1738) und auf der gegenüberliegenden Seite sein Schwiegervater und Vorgänger Friedrich Steinhagen († 1703). Sie wirkten nach dem Dreißigjährigen Krieg im Ort.
- Altar von 1860 mit Bild Jesus am Kreuz mit Landschaft mit Hügel rechts im Hintergrund vom Maler Wilhelm Greve (Vater von Fritz Greve) aus Malchin
- Über der rechten Patronatsloge sieben gotische Schnitzfiguren aus einem Triptychon aus dem 15. Jahrhundert.
- Wandtexte auf beiden Seiten.
 Text links: Kommet her zu mir alle, die ihr mühselig und beladen seid, ich will Euch erquicken
 Text rechts: Selig sind die das Wort Gottes hören und bewahren in einem, feinen guten Herzen und bringen Frucht in Geduld
- Die Deckenbalken haben eine Blumenbemalung.
- Die Chorfenster bestehen aus Buntglas.
- Die Tauffünte hat acht Ecken. Im Text ist je ein Kreuz an den Ecken angebracht. Die Taufschale und der Taufständer stammen wohl auch aus der Zeit um 1860. Um das Taufbecken der Text: Lasset die Kindlein zu mir kommen, denn solcher ist das Reich Gottes. Die Taufschale zeigt Adam und Eva neben dem Apfelbaum mit der Schlange.[4]

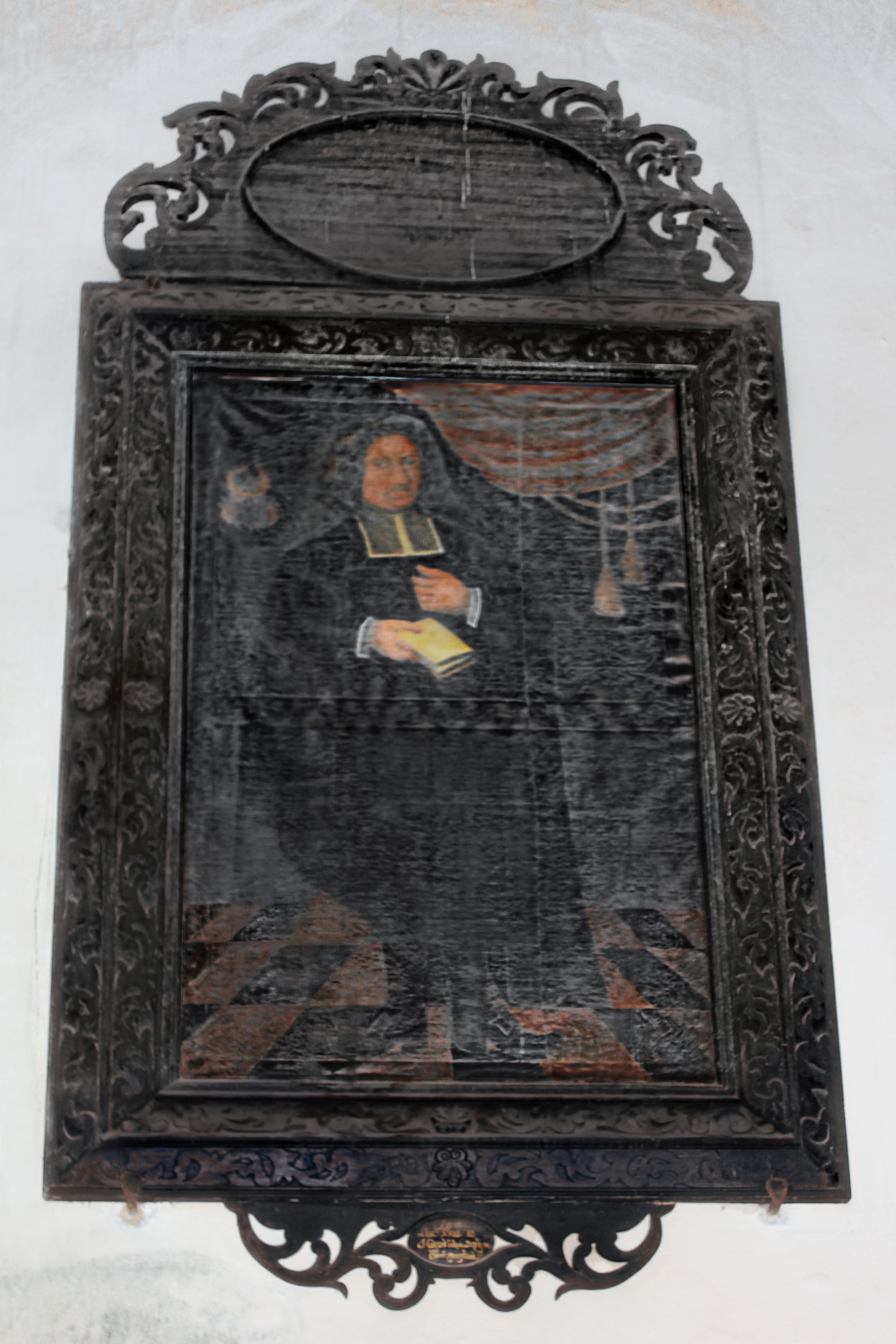
Pastor Nikolaus Breddin
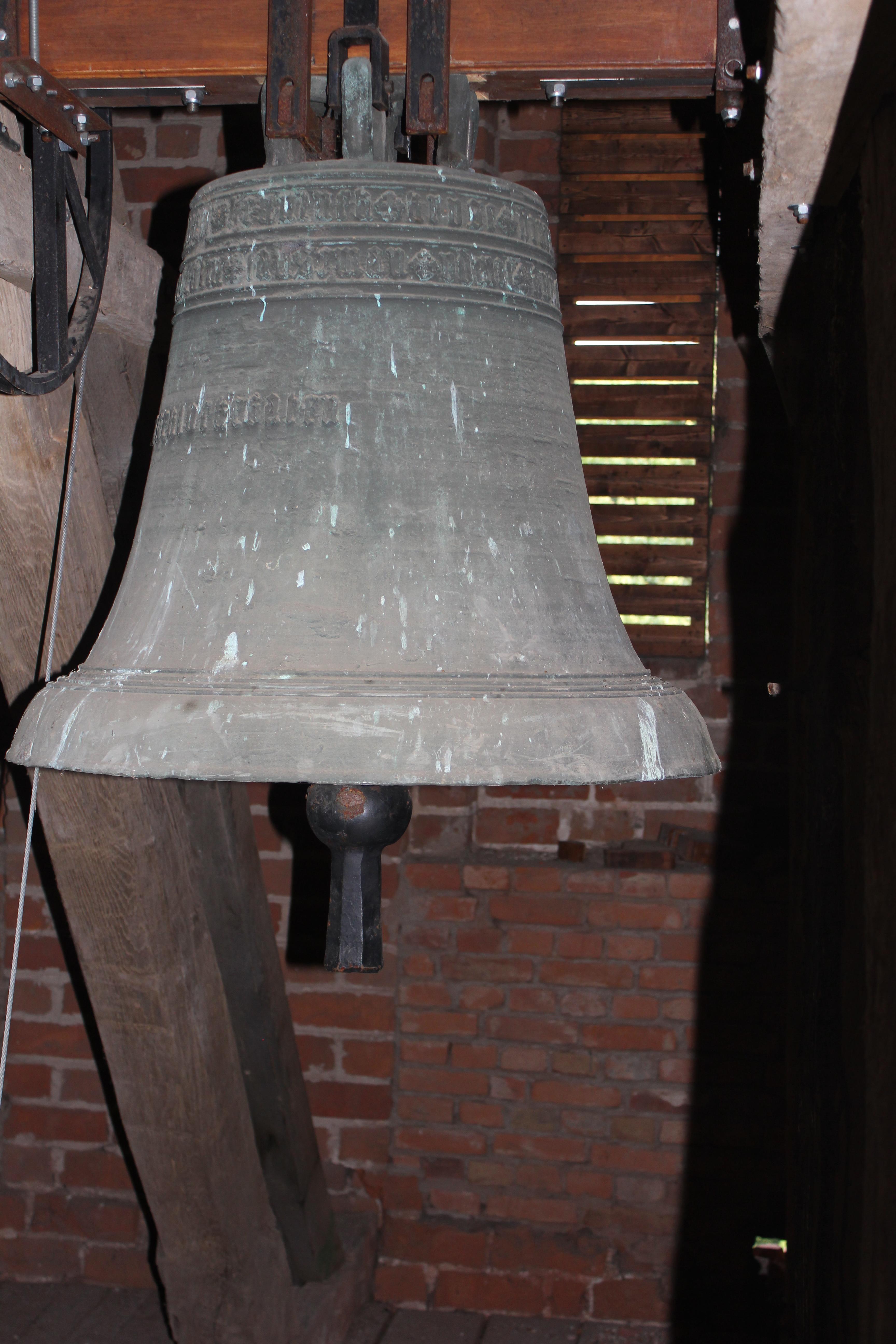
Glocke von 1568
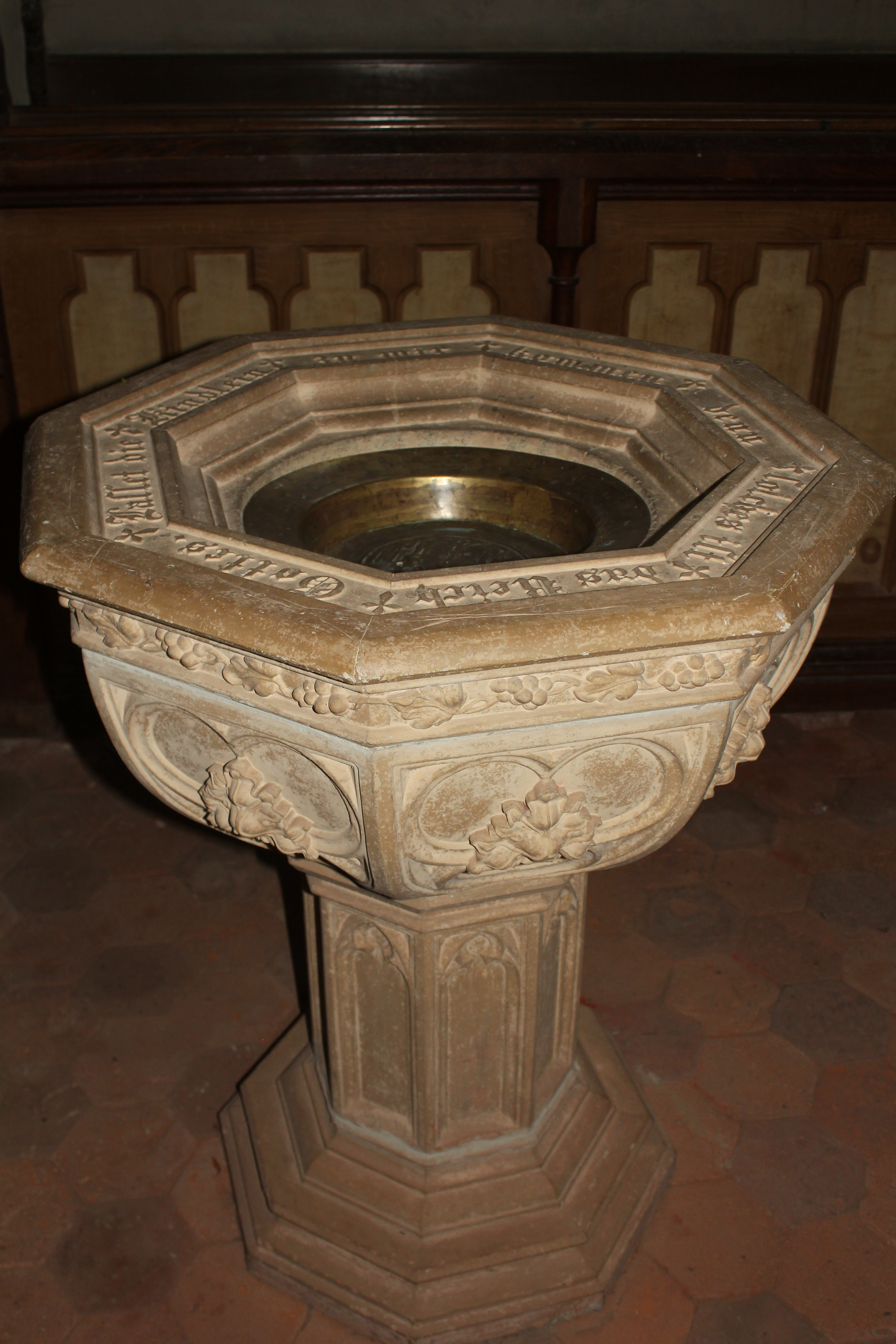
Neugotische Fünte
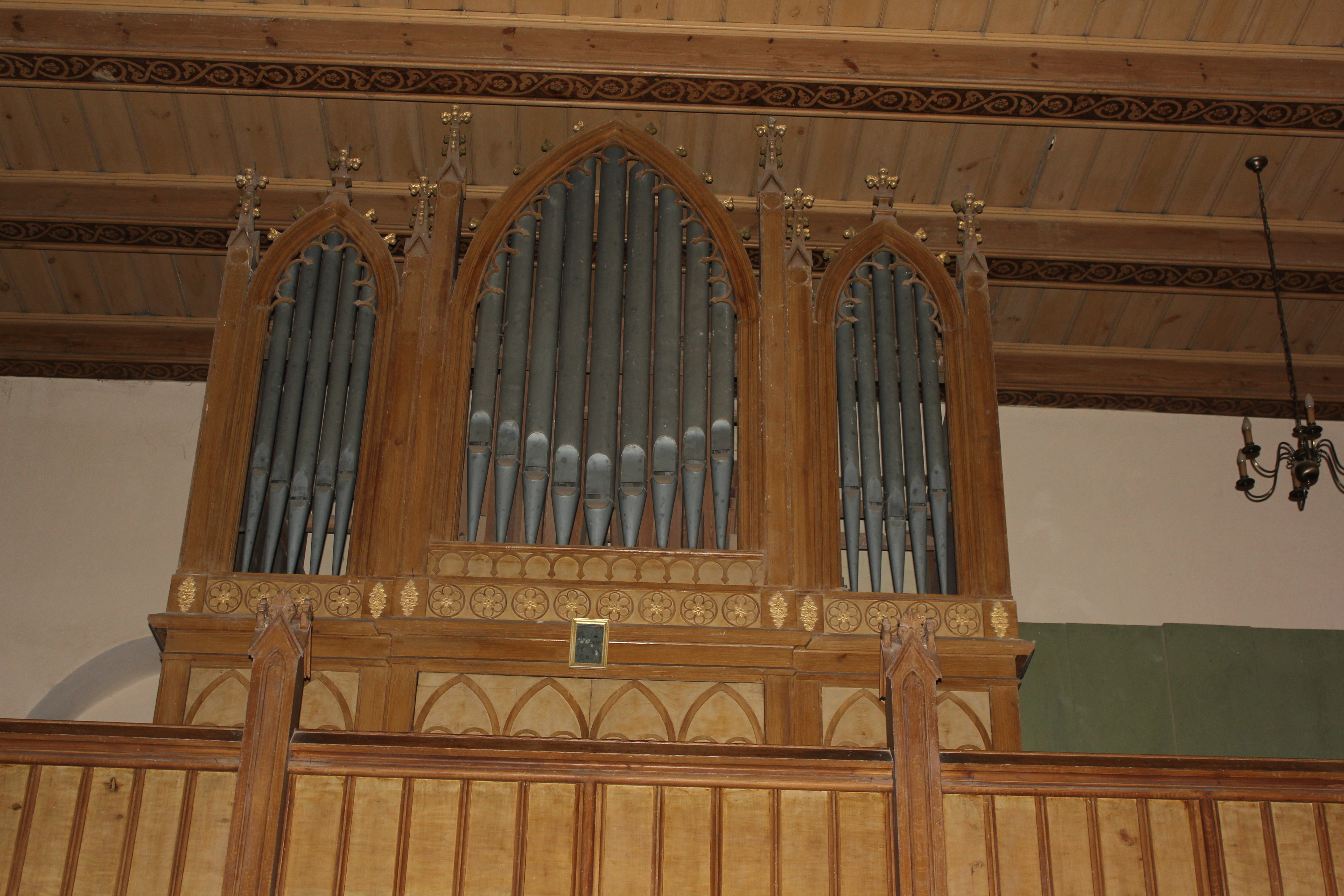
Orgel

## Friedhof
Der Friedhof ist um die Kirche angelegt und wird von einer Feldsteinmauer mit Backsteinaufsatz umgeben.

## Gemeinde
Die Kirche ist eine Filialkirche von Möllenhagen und gehört mit dieser zur verbundenen Kirchgemeinde Möllenhagen-Ankershagen. Sie ist Teil der Kirchenregion Stavenhagen in der Propstei Neustrelitz, Kirchenkreis Mecklenburg der Evangelisch-Lutherischen Kirche in Norddeutschland.